# Thomas Päch
Thomas Päch (San Salvador, 2 ottobre 1982) è un allenatore di pallacanestro tedesco.